# Udom Luangpetcharaporn

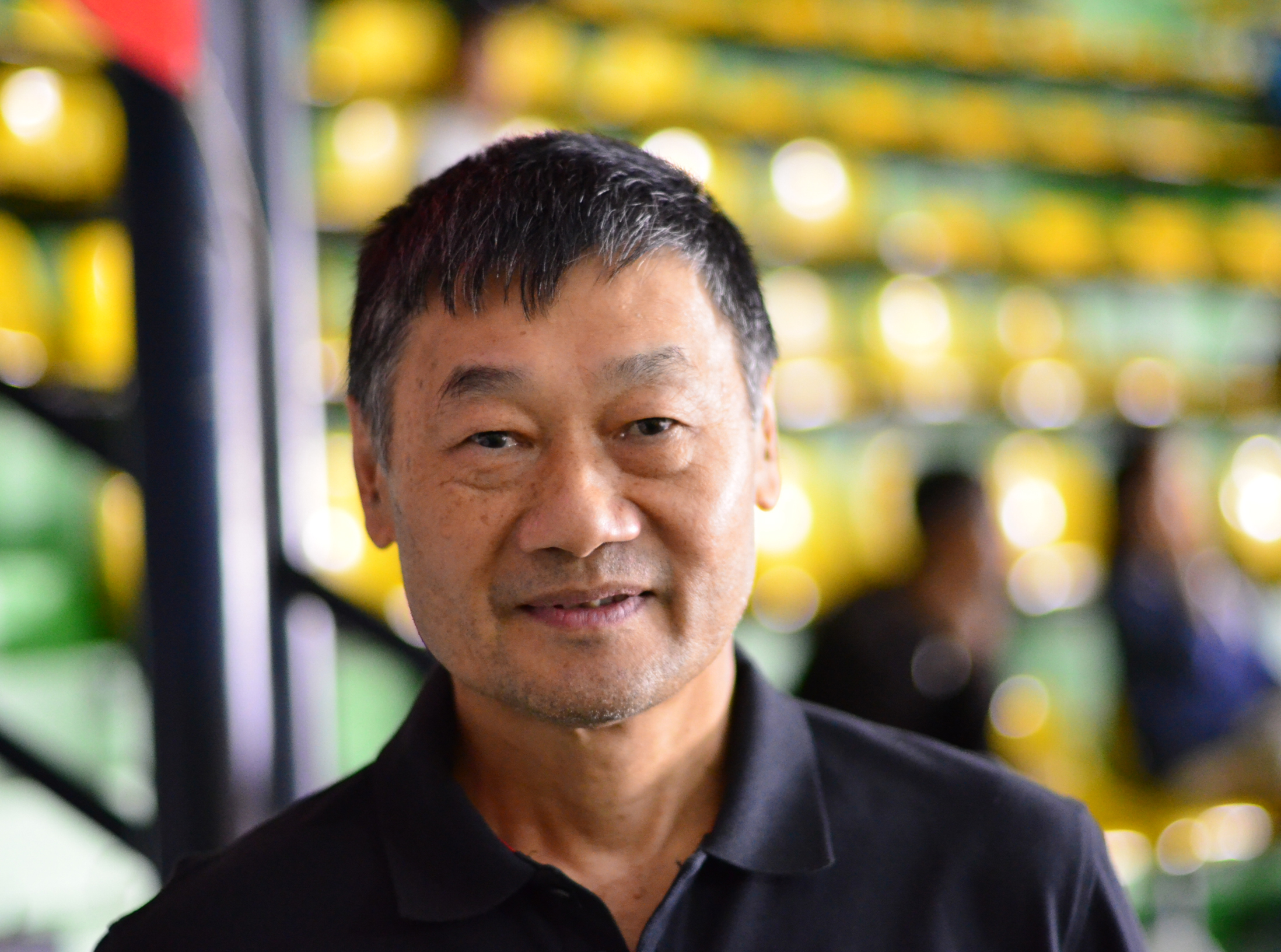
Udom Luangpetcharaporn 2013

Udom Luangpetcharaporn (Thai: อุดม เหลืองเพชราภรณ์; * 1956) ist ein thailändischer Badmintonspieler.

## Karriere
Udom Luangpetcharaporn wurde 1978, 1979 und 1980 thailändischer Meister im Herreneinzel. 1979 gewann er in dieser Disziplin auch Silber bei den Südostasienspielen, wobei er im Finale gegen den Indonesier Hastomo Arbi unterlag. Bei der Badminton-Weltmeisterschaft 1979 wurde er Neunter im Einzel.

## Sportliche Erfolge
| Saison   | Veranstaltung               | Disziplin    | Platz | Name                   |
| -------- | --------------------------- | ------------ | ----- | ---------------------- |
| 1978     | Thailändische Meisterschaft | Herreneinzel | 1     | Udom Luangpetcharaporn |
| 1979     | WBF-Weltmeisterschaft       | Herreneinzel | 9     | Udom Luangpetcharaporn |
| 1979     | Thailändische Meisterschaft | Herreneinzel | 1     | Udom Luangpetcharaporn |
| 1979     | Südostasienspiele           | Herreneinzel | 2     | Udom Luangpetcharaporn |
| 1980/IBF | Thailändische Meisterschaft | Herreneinzel | 1     | Udom Luangpetcharaporn |